# Altered Carbon – Das Unsterblichkeitsprogramm
Altered Carbon – Das Unsterblichkeitsprogramm (Originaltitel: Altered Carbon) ist eine US-amerikanische Cyberpunk- und Detektivgeschichten-Fernsehserie, die von Laeta Kalogridis konzipiert wurde. Die Serie basiert auf dem Buch Das Unsterblichkeitsprogramm von Richard Morgan, das 2002 erschienen ist. Die erste Staffel umfasst zehn Folgen und wurde am 2. Februar 2018 auf Netflix per Streaming veröffentlicht. Im Juli 2018 wurde bekannt, dass eine zweite Staffel von Netflix bestellt wurde. Die acht Folgen umfassende zweite Staffel wurde am 27. Februar 2020 auf Netflix veröffentlicht. Im August 2020 wurde die Serie nach zwei Staffeln eingestellt.
Im November 2018 wurde von Netflix ein Film zur Serie angekündigt. Altered Carbon: Resleeved wurde am 19. März, 2020 ebenda veröffentlicht. Es handelt sich um einen Anime, der die Geschichte und das Serienuniversum erweitern soll.

## Handlung
Hintergrund
Die Handlung der Serie beginnt im späten 24. Jahrhundert in einer dystopischen Welt. Die Menschheit ist während dem 21. Jahrhundert mit Raumschiffen zu anderen Welten aufgebrochen, um diese zu kolonialisieren. Dabei stieß man auf die Überreste einer ausgestorbenen, außerirdischen Zivilisation. Studium der Zivilisation führte zur Entwicklung von biomechanischen Implantaten, Stacks genannt, auf denen das Bewusstsein und Erinnerungen eines Menschen wie eine Datei (DHF, Digital Human Freight) gespeichert wird und die jedem Menschen nach dem ersten Lebensjahr im Nacken implantiert werden. DHFs können auf andere Stacks und sogar in virtuelle Realitäten und Androiden übertragen werden. Die Übertragung über Entfernungen, sogar zwischen bewohnten Planeten, Needlecast genannt, hat den Personenverkehr zum Teil abgelöst. Körper sind praktisch nur noch eine Hülle (Sleeve) und Tötung eines Körpers gilt lapidar als Sachbeschädigung, die Vernichtung eines Stacks allerdings als Mord. Die potentielle Unsterblichkeit macht sich die extrem reiche und einflussreiche Klasse der "Meths" (in Anspielung auf Methusalem) zu Nutze. Sie leben abgeschottet im Luxus, kaufen oder klonen sich immer wieder neue, junge Sleeves, umso ihr Leben zu verlängern. Zudem lassen sie auch regelmäßig ein Backup ihrer DHF anfertigen.
Staffel 1
Protagonist der Handlung ist der slowakisch-japanische Elitesoldat Takeshi „Tak“  Kovacs. Nachdem er an der Rechtschaffenheit seines Auftrages zweifelte, desertierte er und schloss sich mit seiner Schwester der Rebellengruppe der Envoys an, welche sich einem speziellen mentalen und körperlichen Training unterzogen haben und somit ihr Potential deutlich steigern konnten. Die Anführerin Quellcrist „Quell“ Falconer, insgeheim die ursprüngliche Entwicklerin der Stacks, sah eine reiche Elite wie die der Meths auf dem Vormarsch und wollte dies verhindern. Nachdem die Rebellion allerdings gescheitert war, galt Kovacs als einziger überlebender Envoy. Desillusioniert verdingte er sich seitdem als Söldner, wird aber Jahre später von seiner alten Einheit aufgespürt, verhaftet und seine DHF zur Bestrafung eingelagert.
250 Jahre nach dem Scheitern der Rebellion wird er in den Körper eines Polizisten in der Megastadt Bay City auf der Erde übertragen. Er erhält vom Großindustriellen und Meth Laurens Bancroft den Auftrag, dessen Ermordung aufzuklären, da die Polizei von einem Suizidversuch ausgeht. Bancroft hat seit der Wiederherstellung seines Backups eine Erinnerungslücke, glaubt nicht an Suizid und befürchtet, dass der Täter die Sache beenden möchte. Obwohl Kovacs Bancroft bzw. dessen Lebensstil zutiefst verachtet, willigt er nach einer gewaltsamen Begegnung mit einem Auftragskiller dennoch ein. 
Bei seinen Untersuchungen verbündet sich Kovacs mit der Hotel-KI Poe, der Polizistin Kristin Ortega und dem Hacker Vernon Elliott. 
Staffel 2
30 Jahre nach den Vorfällen um Bancroft kehrt Kovacs im Auftrag eines anderen Meths auf seinen Heimatplaneten „Harlans Welt“ zurück. Dieser ist einer der Gründer der menschlichen Besiedlung des Planeten. Ursprünglich wurde der Planet von einer ausgestorbenen Rasse Außerirdischer bewohnt, dort entwickelte Quell Falconer die Stacks und gründete später die Envoys. Kovacs erhält den Körper eines Elitesoldaten, die KI Poe begleitet ihn weiterhin. Da sein Auftraggeber bereits bei seiner Ankunft ermordet wird, taucht Kovacs unter, während die Gründer nacheinander ermordet werden.

## Besetzung und Synchronisation
Die deutsche Synchronisation entsteht unter der Dialogregie von Sascha Draeger durch die Synchronfirma Studio Hamburg Synchron.
| Rolle                         | Schauspieler           | Episoden                                    | Synchronsprecher      |
| ----------------------------- | ---------------------- | ------------------------------------------- | --------------------- |
| Takeshi Kovacs (Elias Ryker)  | Joel Kinnaman          | 1.01–1.10                                   | Nicolas König         |
| Takeshi Kovacs (Original)     | Will Yun Lee           | 1.01–1.04, 1.07–1.08, 1.10, 2.03–2.08       | Sascha Draeger        |
| Takeshi Kovacs (O.G. Kovacs)  | Byron Mann             | 1.01, 1.05–1.06                             | Sascha Draeger        |
| Takeshi Kovacs (in Staffel 2) | Anthony Mackie         | 2.01–2.08                                   | Oliver Böttcher       |
| Laurens Bancroft              | James Purefoy          | 1.01–1.10                                   | Achim Buch            |
| Kristin Ortega                | Martha Higareda        | 1.01–1.10, 2.03                             | Katharina von Keller  |
| Edgar Poe                     | Chris Conner           | 1.01–2.08                                   | Robin Brosch          |
| Reileen Kawahara              | Dichen Lachman         | 1.01–1.10, 2.03, 2.06                       | Jannika Jira          |
| Vernon Elliot                 | Ato Essandoh           | 1.01–1.10, 2.03                             | Sascha Rotermund      |
| Miriam Bancroft               | Kristin Lehman         | 1.01–1.10                                   | Marion von Stengel    |
| Mister Leung                  | Trieu Tran             | 1.01–1.10                                   |                       |
| Quellcrist Falconer           | Renée Elise Goldsberry | 1.01–2.08                                   | Neda Rahmanian        |
| Lizzie Elliot                 | Hayley Law             | 1.02–1.03, 1.06, 1.08–1.10, 2.04–2.05, 2.08 | Kristina von Weltzien |
| Jaeger                        | Daniel Bernhardt       | 1.01, 1.07, 2.03–2.05                       | Daniel Bernhardt      |
| Ivan Carrera / Jaeger         | Torben Liebrecht       | 2.01–2.08                                   | Torben Liebrecht      |
| Danica Harlan                 | Lela Loren             | 2.01–2.08                                   | Kerstin Draeger       |
| Trepp                         | Simone Missick         | 2.01–2.08                                   | Eva Michaelis         |
| Dig 301                       | Dina Shihabi           | 2.01–2.08                                   | Simona Pahl           |

## Episodenliste

### Staffel 1
| Nr. (ges.) | Nr. (St.) | Deutscher Titel            | Originaltitel     | Regie            | Drehbuch                         |
| --- | --------- | -------------------------- | ----------------- | ---------------- | -------------------------------- |
| 1 | 1         | Goldenes Gift              | Out of the Past   | Miguel Sapochnik | Laeta Kalogridis                 |
| 2 | 2         | Mord in der Hochzeitsnacht | Fallen Angel      | Nick Hurran      | Steve Blackman                   |
| 3 | 3         | Ein einsamer Ort           | In a Lonely Place | Nick Hurran      | Brian Nelson                     |
| 4 | 4         | Die Macht des Bösen        | Force of Evil     | Alex Graves      | Russel Friend & Garrett Lerner   |
| 5 | 5         | Der falsche Mann           | The Wrong Man     | Uta Briesewitz   | Nevin Densham                    |
| 6 | 6         | Man with my Face           | Man with My Face  | Uta Briesewitz   | Nevin Densham                    |
| 7 | 7         | Nora Inu                   | Nora Inu          | Andy Goddard     | Nevin Densham & Casey Fisher     |
| 8 | 8         | Vor dem neuen Tag          | Clash by Night    | Uta Briesewitz   | Brian Nelson                     |
| 9 | 9         | Gefährliche Liebe          | Rage in Heaven    | Peter Hoar       | Russell Friend & Garrett Lerner  |
| 10 | 10        | Die Killer                 | The Killers       | Peter Hoar       | Laeta Kalogridis & Nevin Densham |
| Alle Episoden wurden am 2. Februar 2018 sowohl in Originalsprache als auch in deutscher Sprache bei Netflix veröffentlicht. |           |                            |                   |                  |                                  |

### Staffel 2
| Nr. (ges.) | Nr. (St.) | Deutscher Titel           | Originaltitel       | Regie                      | Drehbuch                           |
| --- | --------- | ------------------------- | ------------------- | -------------------------- | ---------------------------------- |
| 11 | 1         | Nur ein Hirngespinst      | Phantom Lady        | Ciaran Donnelly            | Laeta Kalogridis                   |
| 12 | 2         | Zahlungsverzug            | Payment Deferred    | Ciaran Donnelly            | Sarah Nicole James                 |
| 13 | 3         | Geister der Vergangenheit | Nightmare Alley     | M. J. Bassett              | Michael R. Perry                   |
| 14 | 4         | Schatten des Zweifels     | Shadow of a Doubt   | M. J. Bassett              | Sang Kyu Kim                       |
| 15 | 5         | Nicht geträumt            | I Wake up Screaming | Jeremy Webb                | Cortney Norris                     |
| 16 | 6         | Lebendig begraben         | Bury Me Dead        | Jeremy Webb                | Adam Lash & Cori Uchida            |
| 17 | 7         | Das Konstrukt             | Experiment Perilous | Salli Richardson-Whitfield | Nevin Densham                      |
| 18 | 8         | Engelsfeuer               | Broken Angels       | Salli Richardson-Whitfield | Alison Schapker & Elizabeth Padden |
| Alle Episoden wurden am 27. Februar 2020 sowohl in Originalsprache als auch in deutscher Sprache bei Netflix veröffentlicht. |           |                           |                     |                            |                                    |